# Pinirampus pirinampu
 Pinirampus pirinampu és una espècie de peix de la família dels pimelòdids i de l'ordre dels siluriformes.

## Morfologia
- Els mascles poden assolir 120 cm de longitud total i 7.680 g de pes.[1][2][3]

## Alimentació
Menja animals bentònics.

## Hàbitat
És un peix d'aigua dolça i de clima tropical (22 °C-28 °C).

## Distribució geogràfica
Es troba a Sud-amèrica: conques dels rius Amazones, Essequibo, Orinoco i Paranà.